# Ольгино (Дальнеконстантиновский район)
Ольгино — деревня в Дальнеконстантиновском районе Нижегородской области. Входит в состав Суроватихинского сельсовета.

## География
Находится в 20 км от Дальнего Константинова и в 63 км от Нижнего Новгорода.

## История
В «Списке населенных мест» Нижегородской губернии по данным за 1859 год значится как владельческая деревня при речке Сечуге в 65 верстах от Нижнего Новгорода. В деревне насчитывалось 64 двора и проживало 317 человек (144 мужчины и 173 женщины). В национальном составе населения преобладали терюхане.По состоянию на 1884 год в деревне располагалось четыре дёгтярных завода, один из которых стоял без работы.

## Население
| 2002 | 2010 |
| ---- | ---- |
| 28   | ↘23  |

Национальный состав
Согласно результатам переписи 2002 года, в национальной структуре населения русские составляли 100 % из 28 человек.